# Issama Mpeko
Djo Issama Mpeko (sinh ngày 3 tháng 3 năm 1986) là một cầu thủ bóng đá người CHDC Congo. Anh thi đấu cho TP Mazembe ở vị trí hậu vệ.
Trước đó anh từng đầu quân cho AS Vita Club Kinshasa.
Anh thi đấu cho Cộng hòa Dân chủ Congo ở Giải vô địch bóng đá châu Phi 2011. Tại Vòng loại Cúp bóng đá châu Phi 2013 anh ghi 1 bàn thắng, và đến Casablanca năm 2013.